# Хуссейн, Сайед Мухаммад
Сайед Мухаммад Хуссейн (англ. Sayed Muhammad Hussain; 1 октября 1911 — 28 февраля 1977) — индийский хоккеист на траве, защитник. Олимпийский чемпион 1936 года.

## Биография
Сайед Мухаммад Хуссейн родился 1 октября 1911 года.
Принадлежал к индийской мусульманской общности бьяри. Работал на принца туземного княжества Манавадар, входившего в состав Британской Индии.
Играл в хоккей на траве за Манавадар, был капитаном команды.
В 1934 году сыграл за сборную Индии по футболу в матче против Южно-Африканского Союза.
В 1936 году вошёл в состав сборной Индии по хоккею на траве на летних Олимпийских играх в Берлине и завоевал золотую медаль. Играл на позиции защитника, провёл 4 матча, мячей не забивал.
Впоследствии занимался политикой в Кашмире.
Умер 28 февраля 1977 года.